# Eragrostis duricaulis
Eragrostis duricaulis är en gräsart som beskrevs av Bi Sin Sun och Song Wang. Eragrostis duricaulis ingår i släktet kärleksgrässläktet, och familjen gräs. Inga underarter finns listade i Catalogue of Life.